# Taurinus von Évreux

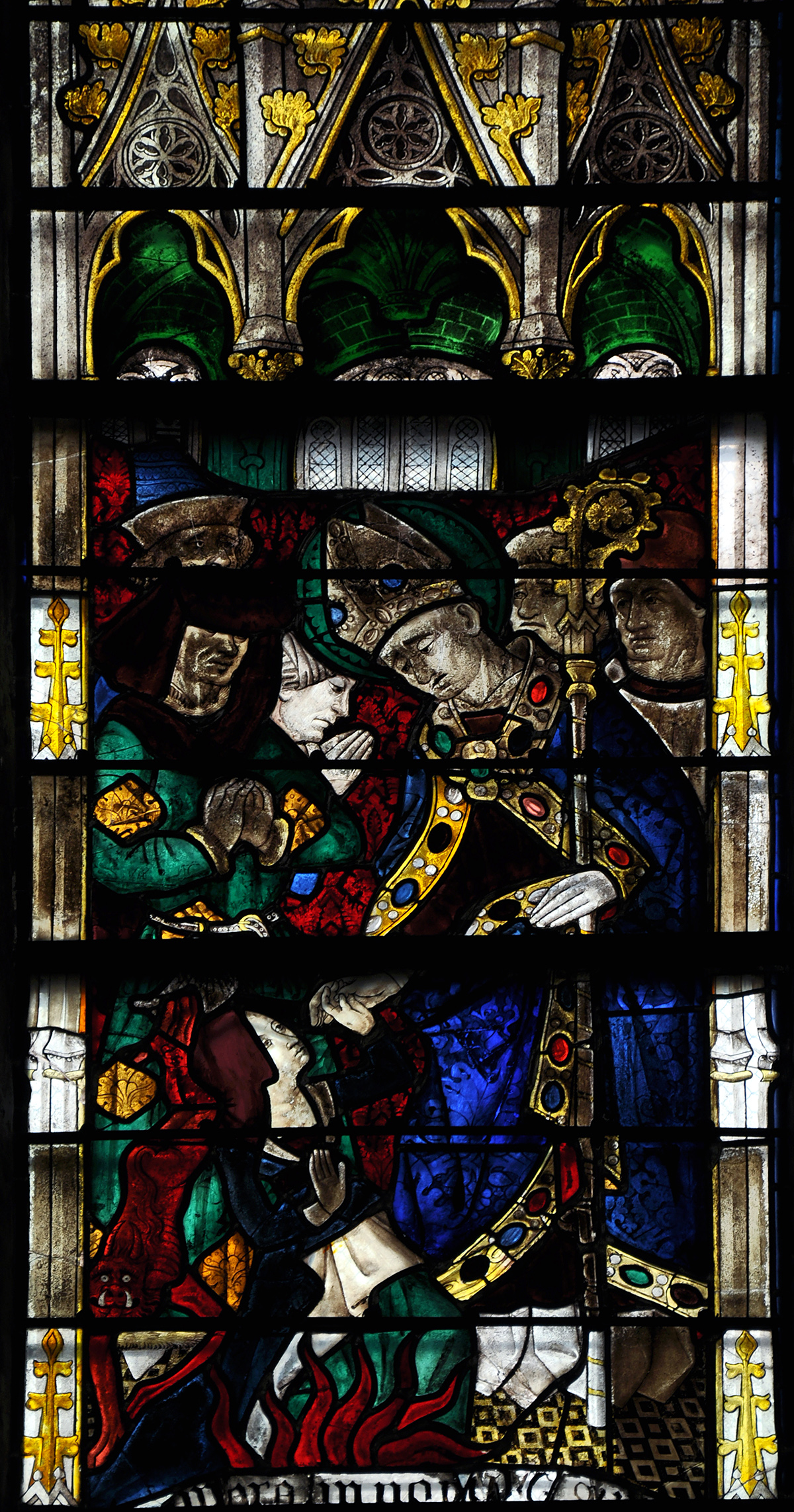
Hl. Taurinus als Bischof – Fenster in der Église Saint-Taurin in Évreux (um 1450)

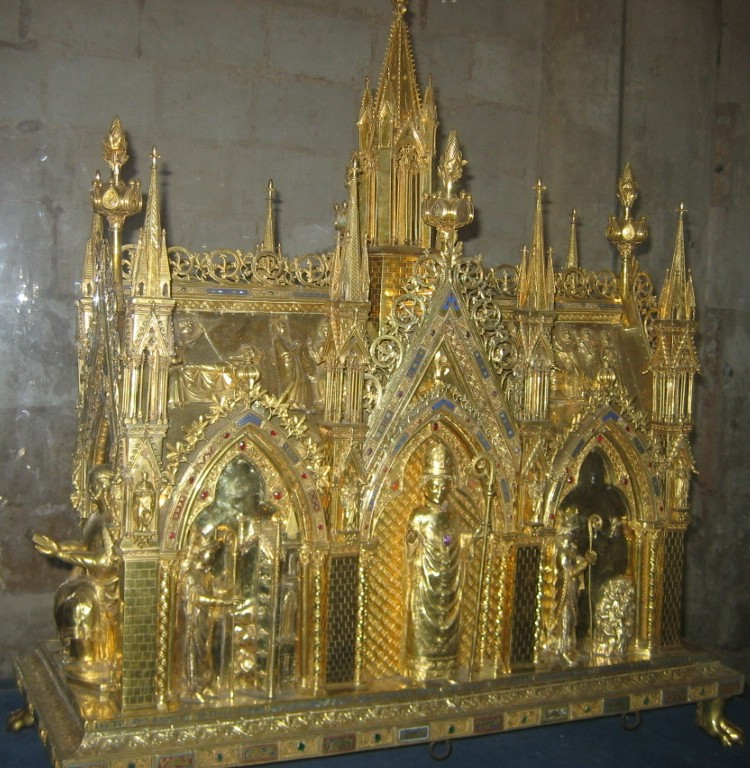
Reliquienschrein (chasse) des hl. Taurinus (um 1250)

Der als heilig verehrte Taurinus von Évreux (französisch Saint Taurin, * um 350; † um 425) gilt gemäß der Überlieferung als erster Bischof des Bistums Évreux in der Normandie. Sein Gedenktag ist der 11. August.

## Vita
Herkunft und Lebensdaten des Heiligen sind unbekannt; die schriftliche Überlieferung beginnt erst im 9. oder 10. Jahrhundert. Angeblich wurde er vom Papst in den Norden Galliens gesandt um die Heiden zu bekehren; später wurde er unter dem Präfekten Licinius gefoltert, doch blieb ihm der Märtyrertod erspart, da er Marinus, den bei einem Reitunfall ums Leben gekommenen Sohn des Präfekten, wieder lebendig machte. Später wandelte er einen Diana-Tempel in eine Marienkirche um. Weitere wundersame und legendenhafte Berichte und Erzählungen folgen. Nach dem Lesen einer Messe starb Taurinus friedlich in seinem Stuhl.

## Verehrung
Die Reliquien des Bischofs wurden in Évreux aufbewahrt, doch Ende des 9. Jahrhunderts wegen fortwährender Normanneneinfälle nach Lezoux und von dort nach Cluny sowie nach Gigny (Jura), Pézy und nach Chartres verbracht. Nur wenige Knochensplitter verblieben in Évreux; für diese wurde um die Mitte des 13. Jahrhunderts ein vergoldeter Reliquienschrein (chasse) angefertigt, der – als einer der wenigen seiner Art – auch die Revolutionsjahre überstand. Darüber hinaus tragen mehrere Kirchen im Norden Frankreichs das Patrozinium des hl. Taurinus.

## Darstellung
Der Reliquienschrein sowie einige Glasfenster des 15. Jahrhunderts enthalten die ältesten Darstellungen des zumeist im Bischofsornat dargestellten Heiligen.